# Appingedammer Bronsmotorenfabriek

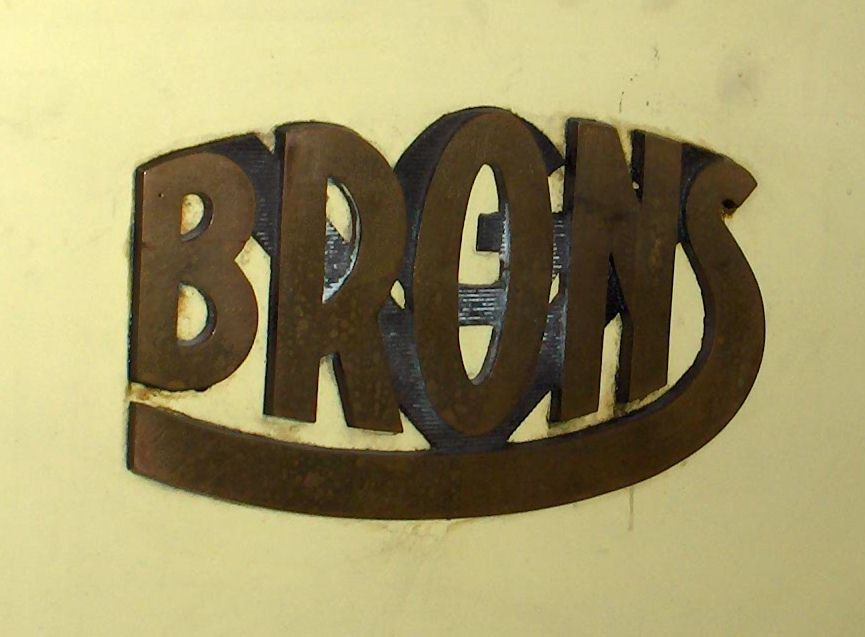
Bronslogo op GV-motor

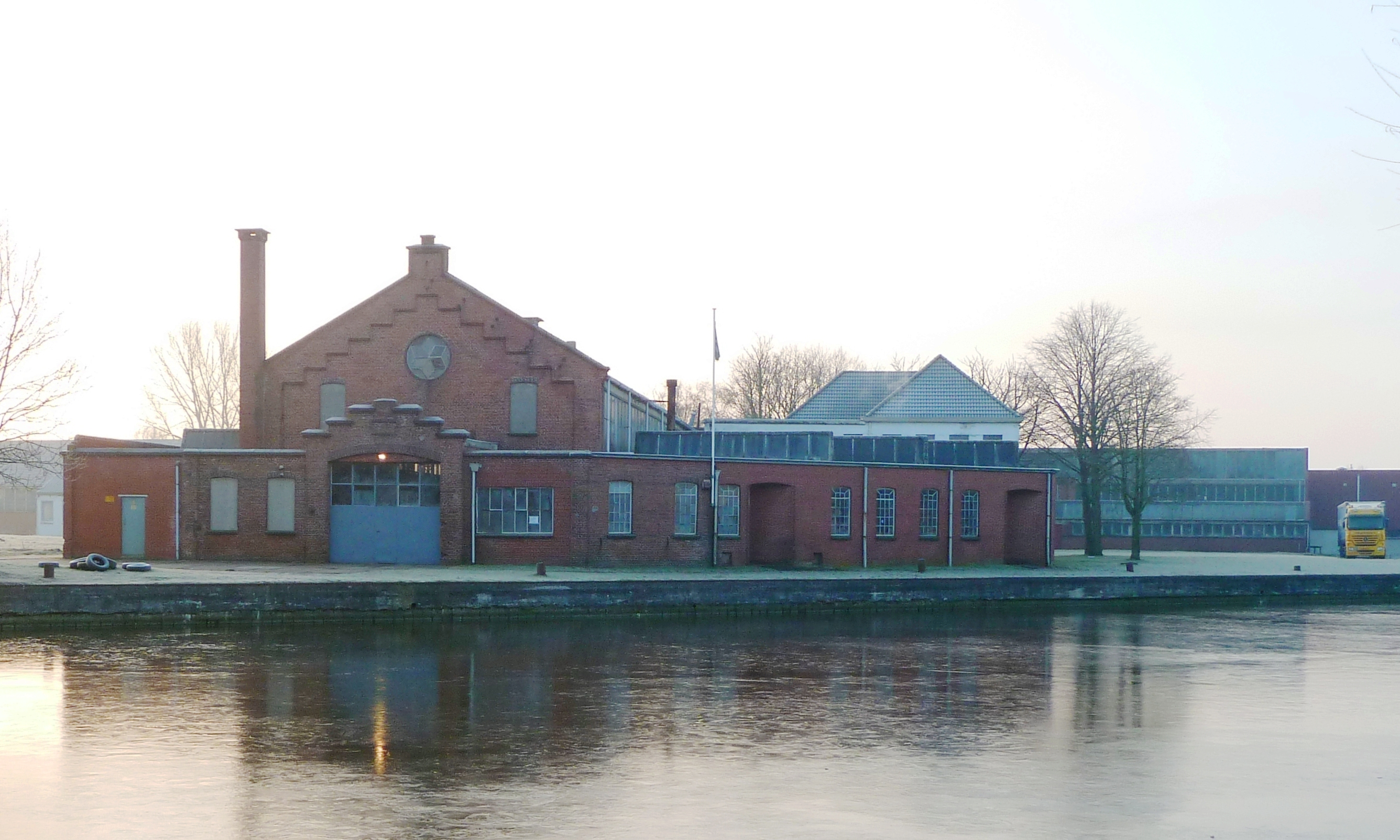
De fabriek aan het Damsterdiep, in bedrijf tussen 1907 en 2004

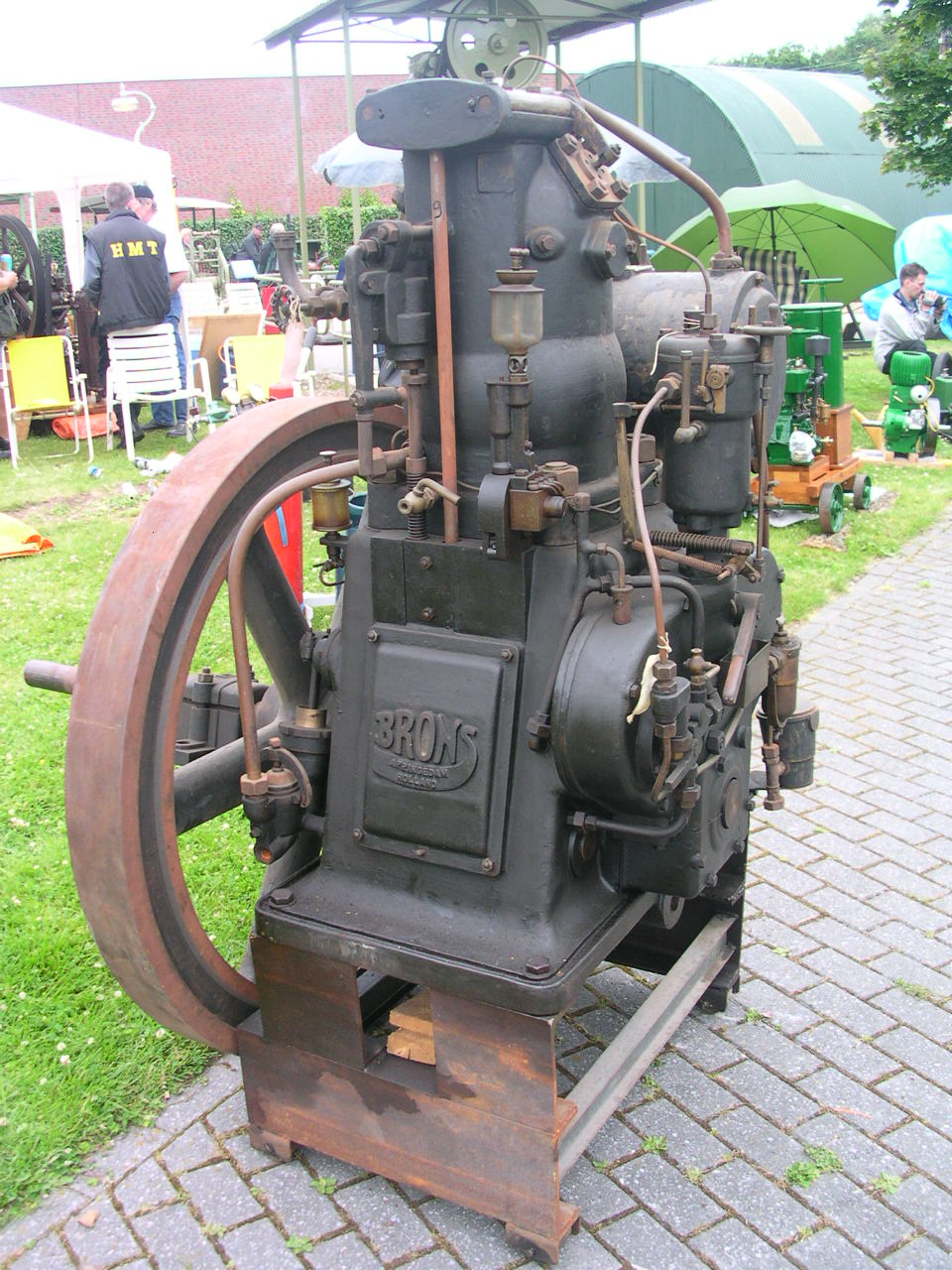
Bronsmotor

De Appingedammer Bronsmotorenfabriek was een Nederlandse motorenfabriek te Appingedam, die wereldfaam verwierf met haar verbrandingsmotoren.

## Geschiedenis

### Eerste jaren
De fabriek werd opgericht door de uit Wagenborgen afkomstige Jan Brons. Deze ontwikkelde zijn timmerwinkel te Appingedam tot een kleine werkplaats van (landbouw)machines, waar in 1894 een eerste stoominstallatie werd geplaatst. In 1895 volgde een eerste motor in eigen productie. In 1899 kwam Brons tot een autobus met een "petroleummotor" die op benzine had moeten lopen. Hij had het woord "petrol" verkeerd vertaald. De lotgevallen van deze zogeheten omnibus zijn ongewis: hij zou een aantal jaren dienst gedaan hebben, totdat een wiel brak. Sommige bronnen spreken van een niet voltooide proefrit. In 1901 telde het bedrijf twaalf werklieden.
De opkomende verbrandingsmotor werden de kern van de activiteiten. Zo kende Brons de dieselmotor, maar de techniek die Rudolf Diesel gebruikte vond hij te duur. Hij vond een inspuitsysteem uit, dat uiteindelijk de verstuiverbak genoemd zou worden. Hierdoor kon de motor zonder brandstofpomp werken. Jan Brons maakte slim gebruik van de aanzuigfase van de motor. Op dat moment is er geen druk op de cilinder en kan brandstof onder atmosferische druk door zwaartekracht worden toegevoerd naar een 'cup' onder in de verstuiver. Aan het einde van de compressiefase zal een klein deel van de brandstof verbranden en de resterende brandstof door de verstuivergaatjes in de 'cup' de cilinder in worden gespoten waarna de hoofdverbranding volgde. Deze motoren werden ook wel 'bakje(s)knapper' genoemd. Door gebruik van verkeerde materialen in de begintijd wilden de 'cups' of bakjes weleens scheuren. Op dit veel goedkopere systeem vroeg Brons in Duitsland en elders octrooi aan. In 1907 was de Bronsmotor in 14 landen 'gepatenteerd'

### Bronsmotorenfabriek
In 1907 werd de Appingedammer Bronsmotorenfabriek geopend aan het Damsterdiep in Appingedam. Jan Brons had zijn bedrijf omgezet in een naamloze vennootschap, samen met de plaatselijke notabelen Dirk Bonthuis Tonkes (vennoot en financier) en mr. A.T. Vos (advocaat en president-commissaris). De Bronsmotor verkreeg ruime aandacht in binnen- en buitenland, mede door actieve deelname aan nijverheidstentoonstellingen. Verder waren er relaties met de Technische Hogeschool Delft, waar beproevingen met de Bronsmotor plaatsvonden. In 1911 produceerde Brons een eerste locomobiel, maar het gros van de afgeleverde motoren (1908-1914: van 36 tot 80-105 stuks per jaar) betrof stationaire motoren.
Aanvankelijk ging het overgrote deel van de productie naar Indonesië. Door de Eerste Wereldoorlog daalde de uitvoer aanzienlijk maar tot 1925 was Indonesië een belangrijke afzetmarkt.
De motoren kregen steeds hogere vermogens. Het aantal geproduceerde motoren steeg tot in de jaren twintig en nam daarna af. Tijdens de crisisjaren probeerde Brons een vrachtwagenmotor te ontwikkelen. Een Indiana-bus van de Damster Auto-Maatschappij (DAM), waarvan Jan Brons commissaris was, heeft er enige tijd mee gereden, maar dit werd geen succes. Wel werden in totaal 49 tractoren met deze motor afgeleverd. 
Nadat rond 1920 het motorschip zijn opmars begon te maken werd de scheepsbouw een belangrijke afzetmarkt, met name in de provincie Groningen die veel scheepswerven telde. Zo werden veruit de meeste kustvaarders van de Groninger werven van een Bronsmotor voorzien. Dit zorgde tevens voor een opbloei van de Groninger scheepsbouw.  
Ook na de Tweede Wereldoorlog bleef Jan Brons motoren ontwikkelen. Bij het 40-jarig bestaan van de fabriek in 1947 werd hij gehuldigd en benoemd tot officier in de orde van Oranje Nassau. Brons kon zijn positie op de wereldmarkt echter niet handhaven. Hij kreeg steeds meer concurrentie van vooral Amerikaanse fabrieken die kleinere dieselmotoren konden leveren met evenveel of zelfs meer vermogen.
Jan Brons stierf in februari 1954 op 89-jarige leeftijd.

### Overname De Industrie en financiële problemen
Vanaf 1971 werkten de bedrijven Brons, Machinefabriek Bolnes en De Industrie te Alphen aan den Rijn samen in de Nederlandse Motoren Combinatie. Het drietal had het doel gesteld grotere motoren te ontwikkelen, eerst motoren met een vermogen tussen de 2000 en 3000 pk per motor en in een later stadium zelfs 5000 pk. In 1971 behaalde Appingerdammer Bronsmotoren een omzet van 11,7 miljoen gulden en een nettowinst van ƒ 42.000. Bolnes trok zich terug, zodat de turbodieselmotor ontwikkeld moest worden door Brons en De Industrie.
In oktober 1975 werd een fusie aangekondigd van Brons en De Industrie, Brons telde toen 320 medewerkers en De Industrie zo'n 180. In 1976 was de fusie een feit. Toch was dit het begin van het einde. Brons kon in 1977 doorgaan dankzij een forse overheidssubsidie van ƒ 10 miljoen, de Noordelijke Ontwikkelingsmaatschappij werd grootaandeelhouder. In ruil voor dit geld werd de fabriek van De Industrie in Alphen gesloten en alle 150 werknemers ontslagen. Verder gingen in Appingedam ook 25 banen verloren, maar voor 260 werknemers bleef de werkgelegenheid behouden. Volgens de directie waren de problemen te wijten aan de slechte scheepsbouwmarkt, de teruggang in de visserijsector en problemen bij de nieuwe turbodieselmotor.
In 1987 realiseerde Brons een omzet van ƒ 22,4 miljoen en een winst van ƒ 580.000. In dat jaar daalde het aantal medewerkers met 24 tot 130. In 1988 kelderde de omzet naar ƒ 14,5 miljoen en leed Brons een miljoenenverlies. Een faillissement werd voorkomen door activa te verkopen aan de Amerikaanse onderneming Waukesha die, onder eigen naam, motoren bleef maken in Appingedam. Hierdoor werd de werkgelegenheid van ruim 60 werknemers veilig gesteld, maar verdwenen er ook 29 banen. De productie en levering van onderdelen stopte eind 2004.
In een kleine 100 jaar tijd werden er meer dan 4000 "Bronsmotoren" gefabriceerd. Sargasso Marine Service BV in Haulerwijk heeft eind 2004 de productie en levering van Bronsonderdelen overgenomen van Waukesha. Dit bedrijf voert nog steeds de reparaties en revisies uit en levert wereldwijd onderdelen voor Bronsmotoren.

## Typen motoren
Hieronder volgt een overzicht van de motoren die door Brons zijn gemaakt:

### Het eerste typeBronsmotor

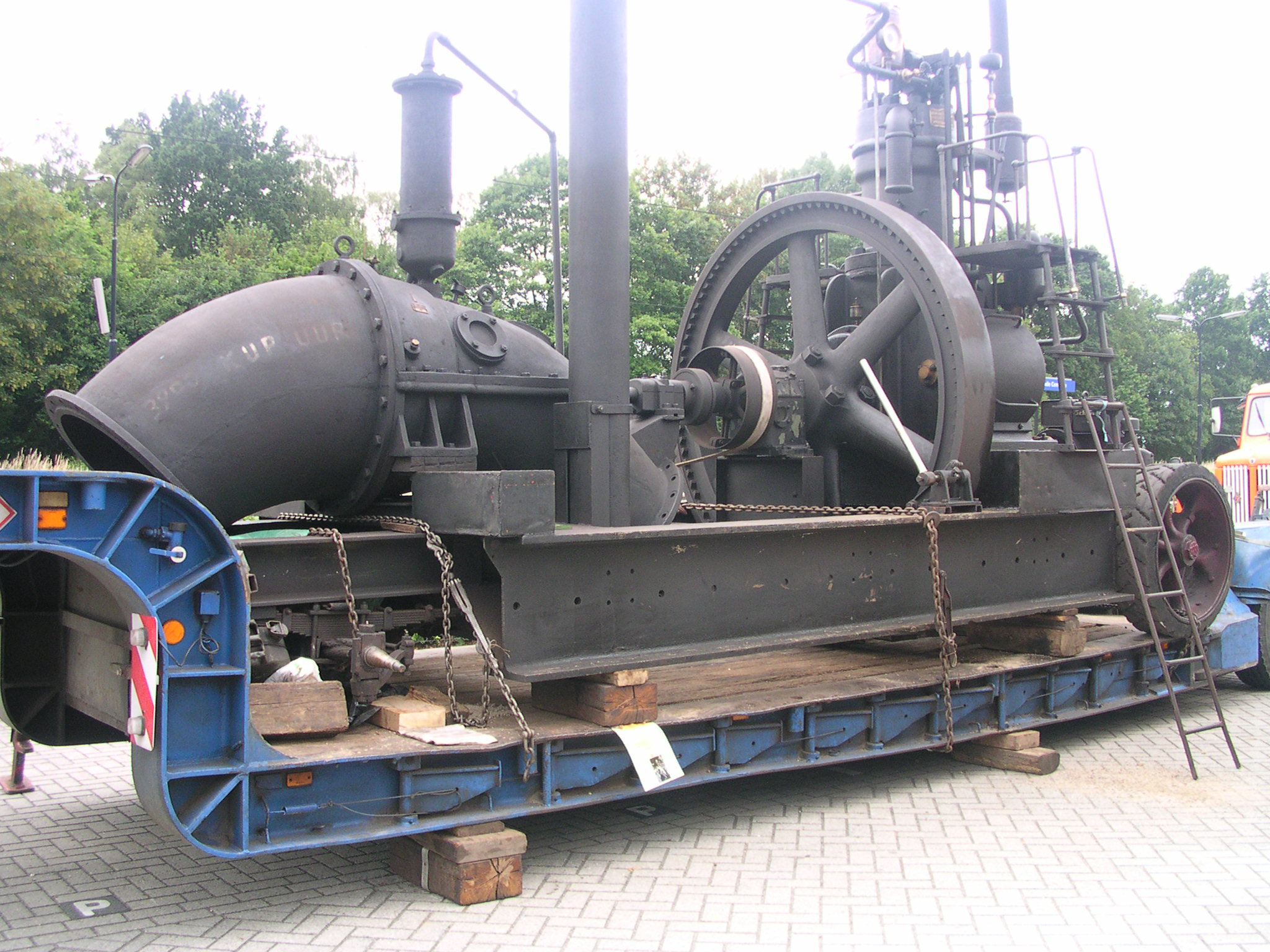
Bronsmotor met Storkpomp, 1912

Van 1907 tot ongeveer 1920 werden een-, twee-, drie- en viercilindermotoren gemaakt van twee tot 80 pk per cilinder. Deze waren alle van het type viertaktmotor. In 1918 is de fabrieksmotor van Brons Jumbo gemaakt, een zescilindermotor met 600 pk.

### Type C
In 1919 werden de motoren aangepast aan de tijd en werden er minder verschillende uitvoeringen gemaakt. Type C had drie verschillende cilinderafmetingen en werd met twee, drie en vier cilinders afgeleverd. Het vermogen was tot 40 pk per cilinder.

### Type D
Type D had zes verschillende cilinderafmetingen en een vermogen tot 60 pk per cilinder. De productie van dit type begon in 1918-1919 en de laatste motor werd in 1946 gemaakt.

### Type T
Het type T was een tweetaktdieselmotor en werd geleverd in vier uitvoeringen. Dit type werd ontwikkeld in 1926 en kwam in 1930 in productie. Het werd gemaakt tot 1960.
- TA: 20 pk per cilinder (1 of 2 cilinders)
- TB: 35 pk per cilinder (1 of 2 cilinders)
- TC: 50 pk per cilinder (1, 2, 3 of 4 cilinders), ook bekend als TL
- TD: 80 pk per cilinder (1 of 3 cilinders)

### Type EA

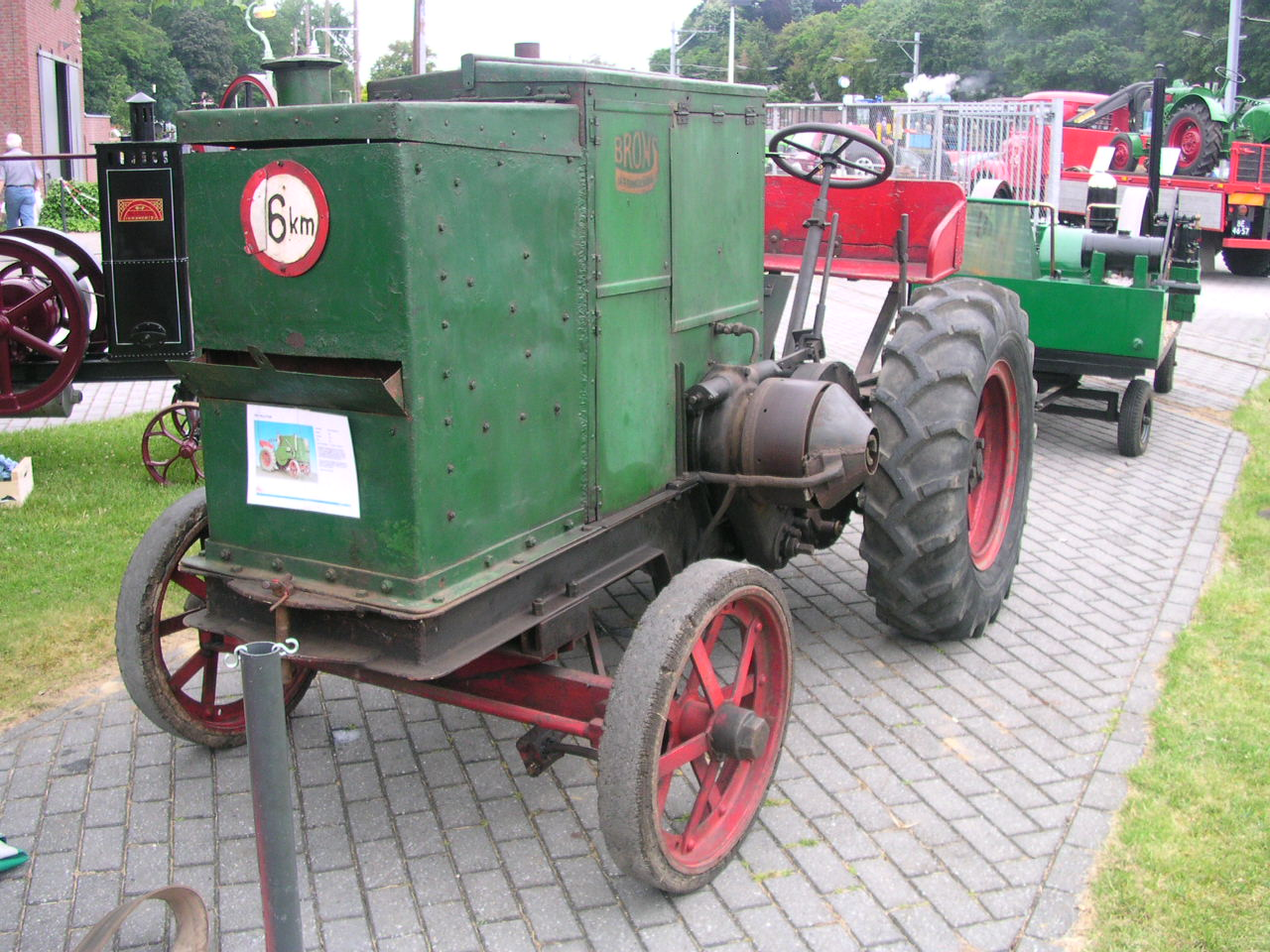
Bronstractor, type 2EA, 1936

Deze viertakt dieselmotor met brandstofinspuiting is ontwikkeld voor de Bronstractor. In 1935 werd de eerste tractor opgeleverd en in 1938 besloot men de EA ook als stationaire- en scheepsmotor te gaan verkopen. In de tractor stond een twee- of driecilindermotor met 20 pk per cilinder bij 800 omwentelingen per minuut (tpm). De stationaire- en de scheepsmotor werden geleverd met 25 pk per cilinder bij 1000 tpm in 1 tot 4 cilinders. Tussen 1935 en 1953 werden 49 tractoren gemaakt. Tussen 1938 en 1963 werden 239 EA-motoren gemaakt

### Type AMA
Tijdens de crisis van de jaren 1930 werd gepoogd een andere markt aan te boren en in 1935 begon men met de ontwikkeling van een vrachtwagenmotor. De viercilindermotor leverde 60 pk bij 2000 tpm. In 1937 werd het project al afgeblazen, onder meer omdat men er niet in slaagde het geluids- en trillingsniveau aanvaardbaar te houden. Er zijn maar vijf motoren gebouwd, waarvan één werd beproefd door de eerder genoemde Damster Auto-Maatschappij in een autobus op de lijn Appingedam/Delfzijl-Groningen. De onderdelen die men nog over had (er waren vijftig van deze motoren gepland), werden gebruikt voor het motortype FA.

### Type ED/EF
Dit type was een grotere broer van de EA serie en werd gebruikt in schepen en gemalen. De ED werd gebouwd tussen 1937 en 1962 en had drie tot maximaal acht cilinders. Het vermogen per cilinder was 60 pk bij 320 tpm. De EF was een opgevoerde ED die 80 pk per cilinder leverde.

### Type FA
Voortkomend uit de serie AMA werd dit type ontwikkeld als een scheepsmotor. Begin 2006 werd bekendgemaakt dat een FA-motor was teruggevonden, die gerestaureerd zou worden. Er was altijd gedacht dat van dit type motor geen exemplaren bewaard zijn gebleven.

### Type GB
Tussen 1953 en 1975 werd dit type tweetaktmotor gemaakt. Het werd geleverd met twee tot zes cilinders. Het vermogen van deze motoren was 100 tot 400 pk bij 350 tpm.

### Type GV

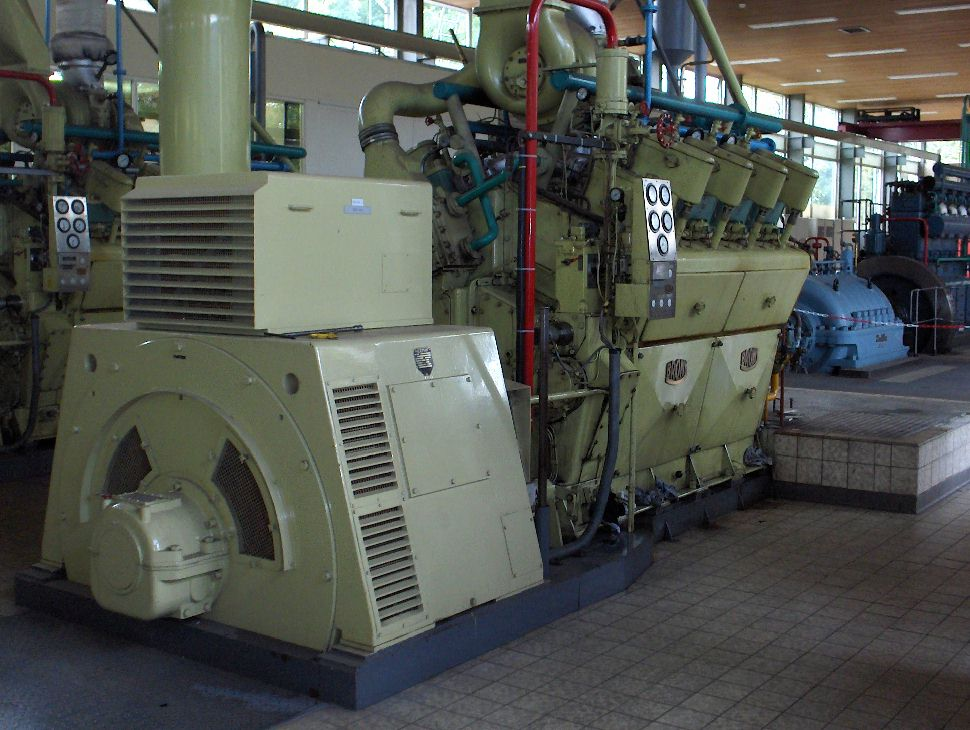
Achtcilinder-GV-motor met Heemafgenerator

het type GV is de V uitvoering van de GB lijnmotor. Tussen 1959 tot 1981 werd deze motor geproduceerd. Het vermogen was 75 pk per cilinder bij 320 tpm. De motor op de foto is een tweetakt-V8-cilinder en voorzien van turbolader en luchtkoeler.

### Type TD
TD staat in dit geval voor TurboDiesel. Dit is de motor die Brons samen met De Industrie ontwikkelde. Deze motor was leverbaar als zes-, twaalf- en zestiencilinder in V-uitvoering met een vermogen van 300 pk per cilinder, die de motor leverde bij 600 tpm. Er zijn 24 TD motoren gemaakt.